# Colorado (Rio Grande do Sul)
Colorado egy község (município) Brazíliában, Rio Grande do Sul állam úgynevezett déli fennsíkján (Planalto Meridional). 2021-ben népességét 3088 főre becsülték.

## Története
Az első európaiak a keleti missziók jezsuitái voltak. A történelem viszontagságai nem kerülték el a helyet: spanyol–portugál háborúk, paraguayi háború, föderalista forradalom, amelyekhez hozzáadódtak az agresszív coroado indiánok támadásai. A gyarmatosítás 1890 körül kezdődött, az első bevándorlók olaszok voltak, a település (a mai községközpont) pedig 1906 körül kezdett kialakulni. Korai neve Boa Esperança (jó reménység) volt, majd a Vargas-diktatúra alatt átnevezték Coloradora, a határt alkotó folyó után (a colorado jelentése „színes”, és gyakori spanyol, portugál folyónév, iszapos, zavaros folyók vöröses színére utalva).
1924-ben Passo Fundo kerületévé nyilvánították, majd 1962-ben népszavazás útján függetlenedett és önálló községgé alakult.

## Leírása
Székhelye Colorado, második kerülete Vista Alegre. A Jacuí vízgyűjtő területén helyezkedik el, Porto Alegretől 240 kilométerre északnyugatra. Éghajlata szubtrópusi, egykoron délfenyő-erdők borították, amelyeket kiirtottak, hogy a területet mezőgazdasági célokra hasznosítsák. Agrárközség, fő terményei a szója, búza, kukorica, sertés, tejelő szarvasmarha.